# أولاد بن اعريف (المعاريف)
أولاد بن اعريف هو دُوَّار يقع بجماعة امڭارطو، إقليم سطات، جهة الدار البيضاء سطات في المملكة المغربية. ينتمي الدوّار لمشيخة المعاريف التي تضم 8 دواوير. يقدر عدد سكانه بـ 407 نسمة حسب الإحصاء الرسمي للسكان والسكنى لسنة 2004.

## روابط خارجية
- البوابة الوطنية للجماعات الترابية
- المندوبية السامية للتخطيط